# Henry Courtney Selous
Henry Courtney Selous (vor seiner Namensänderung bis 1838: Slous) (* 25. April 1803 in Deptford; † 24. September 1890 in Beaworthy, Devon) war ein englischer Maler und Kupferstecher.

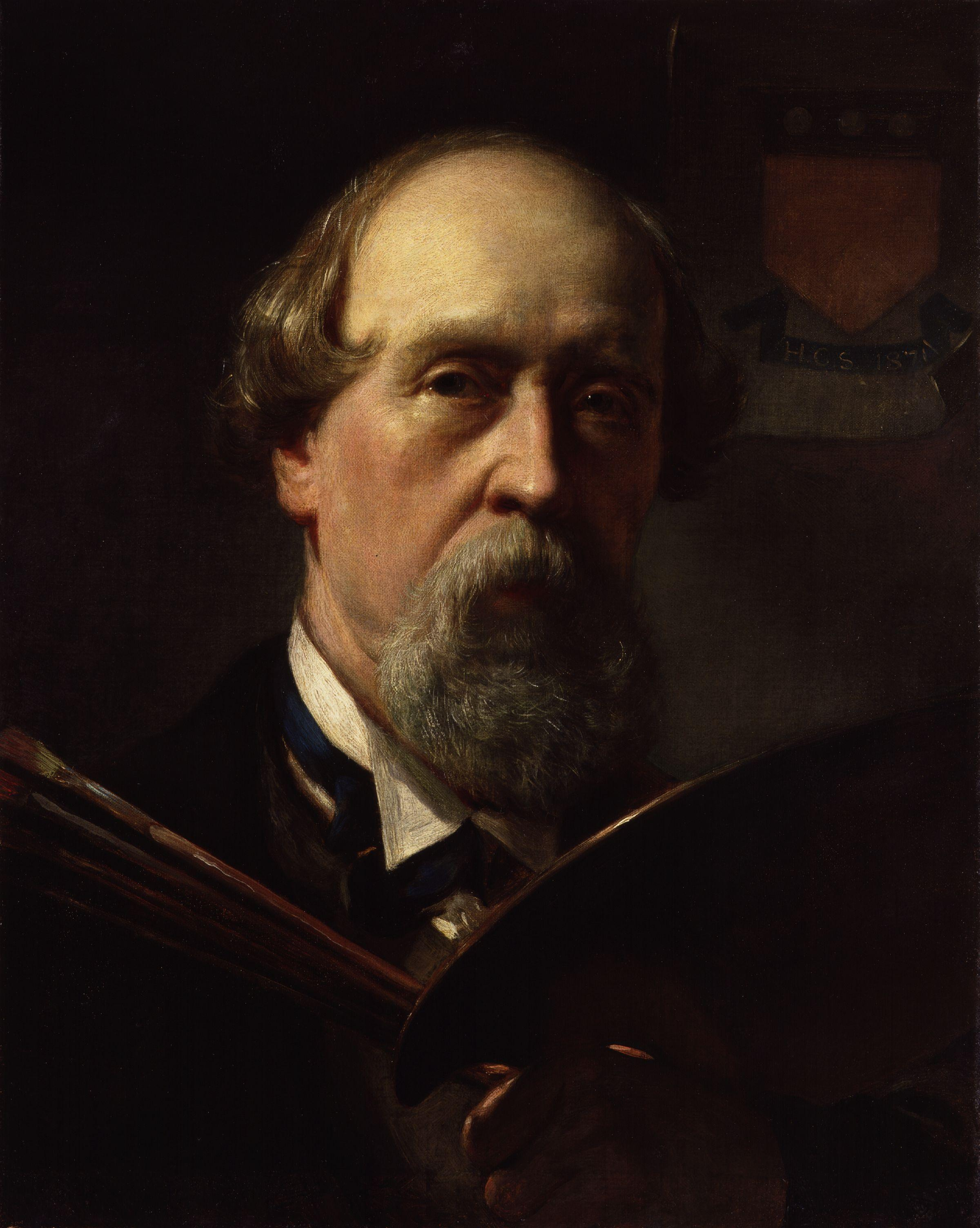
Selbstporträt von Henry Courtney Selous (1871)

## Leben
Er war der Sohn des in seiner Zeit bekannten Miniaturenmalers George Slous und Schüler von John Martin. 1818 trat er in die Royal Academy Schools ein und malte zunächst einige Jahre hauptsächlich Tierbilder, bevor er sich der Porträtmalerei zuwandte. Diese signierte er noch als Slous, die ab 1839 entstandenen historisierenden Gemälde und Illustrationen zeitgenössischer Bücher und Zeitschriften werden dann mit Selous gezeichnet. Die National Academy of Design wählte Henry Courtney Selous in New York 1839 zum Ehrenmitglied (Honorary NA) der Akademie. 
1843 gewann er einen Wettbewerb der Historienmaler und blieb für den Rest seines Lebens bei diesem Sujet. Er war kommerziell recht erfolgreich und erhielt zahlreiche Aufträge, unter anderem für die Eröffnung der Ersten Weltausstellung im Crystal Palace im Hyde Park 1851 (The Opening of the Great Exhibition by Queen Victoria on 1st May 1851, heute im Bestand des Victoria and Albert Museum in London) sowie für verschiedene historisierende Gemälde von Militäreinheiten im Kampf.

## Weblinks

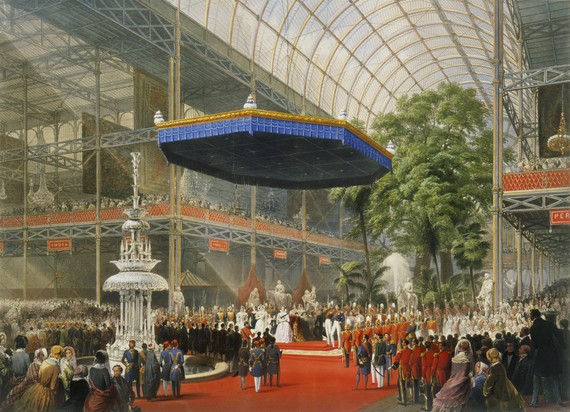
Königin Victoria eröffnet die Weltausstellung im Kristallpalast, 1851